# Liste der Biografien/Gerv
Liste der Biografien |
Portal Biografien |
Personensuche
# |
A |
B |
C |
D |
E |
F |
G |
H |
I |
J |
K |
L |
M |
N |
O |
P |
Q |
R |
S |
T |
U |
V |
W |
X |
Y |
Z |
?
 
Ga |
Gb |
Gc |
Gd |
Ge |
Gf |
Gh |
Gi |
Gj |
Gk |
Gl |
Gm |
Gn |
Go |
Gp |
Gq |
Gr |
Gs |
Gu |
Gv |
Gw |
Gy |
Gz
 
Gea |
Geb |
Gec |
Ged |
Gee |
Gef |
Geg |
Geh |
Gei |
Gej |
Gek |
Gel |
Gem |
Gen |
Geo |
Gep |
Ger |
Ges |
Get |
Geu |
Gev |
Gew |
Gex |
Gey |
Gez
 
Gera |
Gerb |
Gerc |
Gerd |
Gere |
Gerf |
Gerg |
Gerh |
Geri |
Gerk |
Gerl |
Germ |
Gern |
Gero |
Gerp |
Gerr |
Gers |
Gert |
Geru |
Gerv |
Gerw |
Gery |
Gerz
Die Liste der Biografien führt alle Personen auf, die in der deutschsprachigen Wikipedia einen Artikel haben. Dieses ist eine Teilliste mit 55 Einträgen von Personen, deren Namen mit den Buchstaben „Gerv“ beginnt.

## Gerv

### Gerva
- Gervacio, Julio (* 1967), dominikanischer Boxer im Superbantamgewicht
- Gervais, Alfred Albert (1837–1921), französischer Admiral
- Gervais, Arthur (* 2000), französischer Langstreckenläufer
- Gervais, Bernhard, Geheimer Kriegsrat und Stadtpräsident von Königsberg i. Pr.
- Gervais, Bruno (* 1984), kanadischer Eishockeyspieler
- Gervais, Cedric (* 1979), französischer DJ und House-Produzent
- Gervais, Charles (1826–1893), französischer Unternehmer und Gründer der Molkerei Gervais
- Gervais, Charles-Hubert (1671–1744), französischer Kapellmeister und Komponist
- Gervais, Jean-Loup (1936–2020), französischer theoretischer Physiker
- Gervais, John Lewis († 1798), US-amerikanischer Politiker deutscher Herkunft
- Gervais, Julie (* 1991), französische Tennisspielerin
- Gervais, Marcel André J. (1931–2023), kanadischer Geistlicher und römisch-katholischer Erzbischof von Ottawa
- Gervais, Paul (1816–1879), französischer Zoologe und Paläontologe
- Gervais, Paul (1859–1944), französischer Maler, Plakatkünstler und Freskant
- Gervais, Pierre, französischer Segler
- Gervais, Ricky (* 1961), britischer Comedian, Radiomoderator, Schauspieler und FilmproduzentRicky Gervais (* 1961)

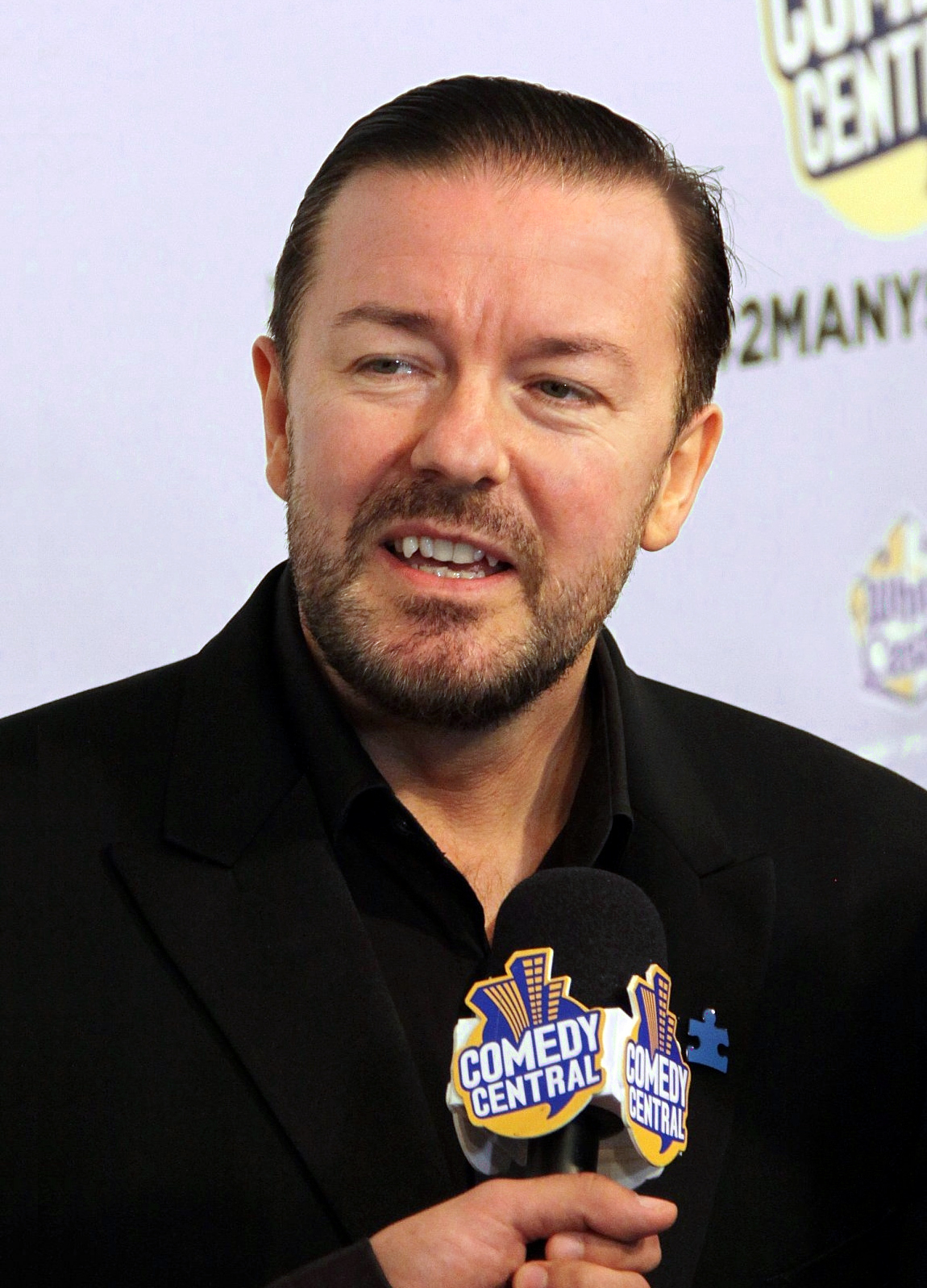
Ricky Gervais (* 1961)

- Gervais-Courtellemont, Jules (1863–1931), französischer Photograph
- Gervais-Vidricaire, Marie (* 1955), kanadische Diplomatin
- Gervaise von Bazoches († 1108), Fürst von Galiläa
- Gervaise, Claude, französischer Gambist und Komponist
- Gervaise, François Armand (1660–1751), Ordenspriester (Karmelit) und Abt (Zisterzienser)
- Gervaise, Nicolas (1662–1729), französischer Missionsbischof, Apostolischer Vikar der Antillen und der Karibik
- Gërvalla, Jusuf (1945–1982), jugoslawischer Aktivist, Musiker, Autor und Journalist
- Gërvalla-Schwarz, Donika (* 1971), kosovarische Politikerin
- Gervase of Cornhill, englischer Beamter und Richter, High Sheriff of Kent
- Gervase, Mary (1888–1926), US-amerikanische Mathematikerin
- Gervasi, Ana (* 1966), peruanische Diplomatin und Politikerin
- Gervasi, Dario (* 1968), italienischer römisch-katholischer Geistlicher und Kurienbischof
- Gervasi, David (* 1983), Schweizer Leichtathlet
- Gervasi, Luigi, Szenenbildner
- Gervasi, Pius (1898–1986), Schweizer Benediktiner
- Gervasi, Sacha (* 1966), britischer Filmregisseur, -produzent und DrehbuchautorSacha Gervasi (* 1966)

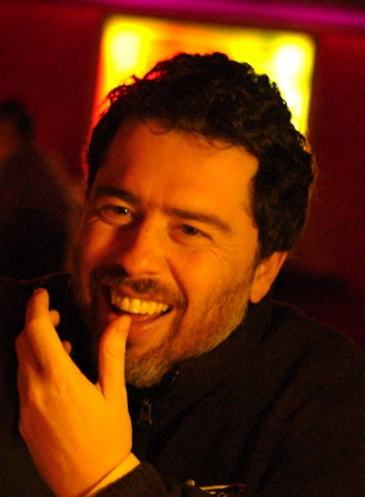
Sacha Gervasi (* 1966)

- Gervasini, Gonzalo (* 2005), uruguayischer Leichtathlet
- Gervasius, Bischof von Nitra
- Gervasius von Canterbury, Chronist und Mönch
- Gervasius von Mailand, christlicher Märtyrer und Heiliger
- Gervasius von Tilbury, englischer Rechtsgelehrter, Historiker und Geograph
- Gervasoni, Luís (1907–1963), brasilianischer Fußballspieler
- Gervasoni, Maurizio (* 1953), italienischer Geistlicher, Bischof von Vigevano
- Gervasoni, Stefano (* 1962), italienischer Komponist
- Gervasoni, Stéphane (* 1967), französischer Jurist
- Gervasutti, Giusto (1909–1946), italienischer Alpinist
- Gervat, René († 2017), französischer Jazzmusiker

### Gerve
- Gervé, Johannes (* 1965), deutscher Künstler
- Gerverot, Louis (1747–1829), französischer Unternehmer und Porzellanmaler
- Gervex, Henri (1852–1929), französischer Maler

### Gervi
- Gervien, Karl Ludwig (1799–1858), preußischer Generalmajor
- Gerville, Meddy (* 1974), französischer Fusion- und Weltmusiker (Piano, Gesang, Komposition)
- Gerville-Réache, Jeanne (1882–1915), französische Opernsängerin
- Gervin, George (* 1952), US-amerikanischer Basketballspieler
- Gervin, Willy (1903–1951), dänischer Bahnradsportler
- Gerving, Claus (* 1963), dänischer Schauspieler
- Gervinho (* 1987), ivorischer FußballspielerGervinho (* 1987)

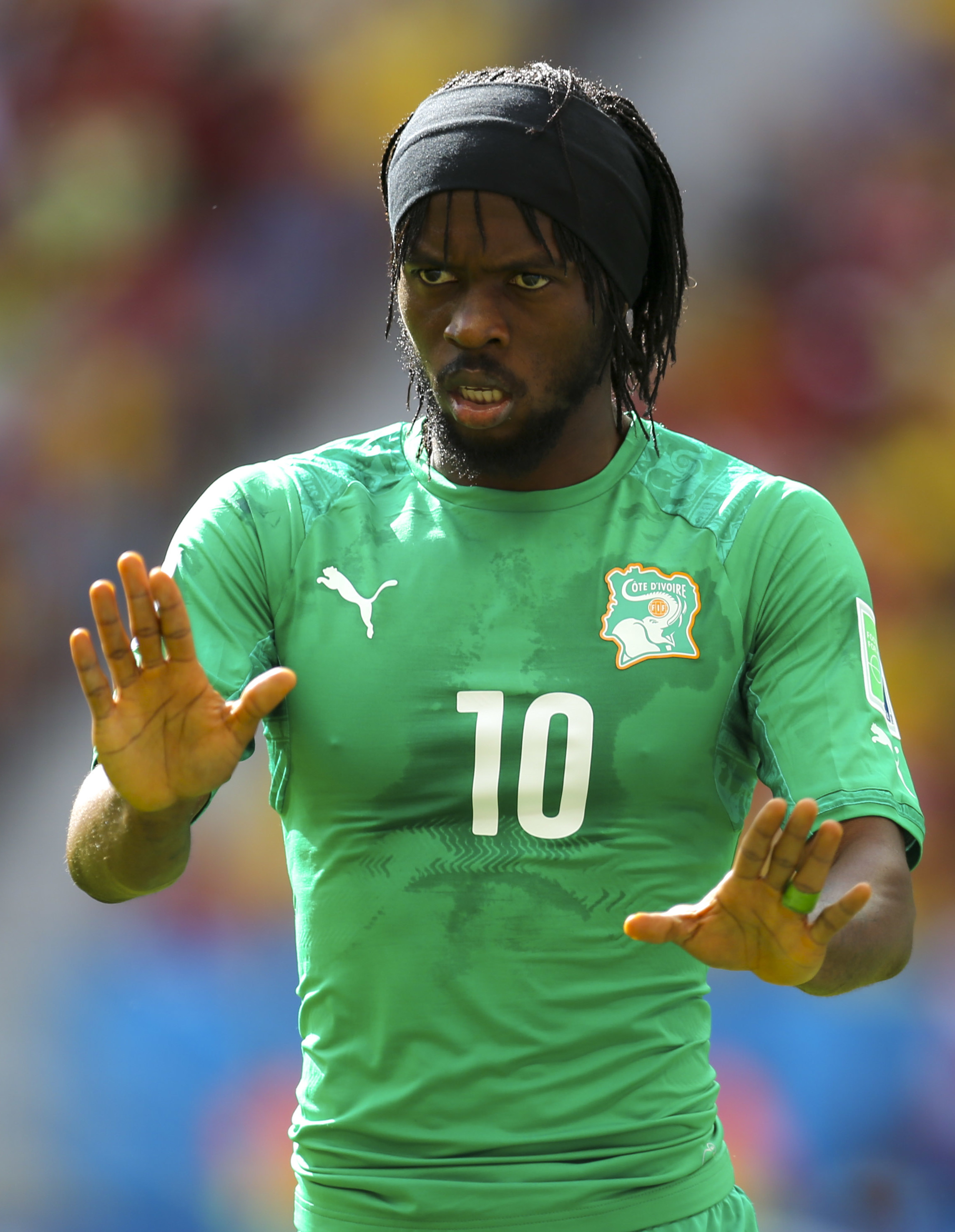
Gervinho (* 1987)

- Gervink, Manuel (* 1957), deutscher Musikwissenschaftler und Hochschullehrer
- Gervinus, Georg Gottfried (1805–1871), Historiker und nationalliberaler Politiker